# ジャダブ・パイェン
ジャダブ・「モライ」・パイェン（Jadav "Molai" Payeng、1959年10月31日 - ）は、インドのマジュリ出身の環境活動家および林業労働者で、「インドの森の男」として広く知られている。彼は数十年にわたり、ブラマプトラ川の中州に木を植え続け、それを森林保護区へと変貌させた。インド・アッサム州ジョールハートのコキラムク近郊に位置するその森は、彼にちなんで「モライの森」と呼ばれ、約1,360エーカー（550ヘクタール）の面積を有している。2015年には、インドで4番目に高い民間人への勲章であるパドマ・シュリー勲章を受賞した。彼はアッサム州の先住民族であるミシング族の出身である。。

## 経歴
1979年、当時16歳だったパイェンは、洪水によって川の中州に流された多数のヘビが、過度の暑さのために死んでいるのを目にした。彼はそのとき、中州に約20本の竹の苗を植えた。彼はその植物の世話をしただけでなく、その後も自ら木を植え続け、その地域を森林へと変える努力を続けた。
モライの森として知られるようになったこの森には、現在ではベンガルトラ、インドサイ、100頭以上のシカやウサギが生息している。モライの森はまた、サルや、多数のハゲワシを含むさまざまな種類の鳥たちの住処でもある。森には、Terminalia arjuna、Lagerstroemia speciosa、Delonix regia、Albizia procera、Archidendron bigeminum、Bombax ceibaなど、数千本の木々が生えている。竹林は300ヘクタール以上の面積を占めている。
約100頭のゾウの群れが毎年定期的にこの森を訪れ、通常は約6ヶ月間滞在する。近年では、この森で10頭の子ゾウが誕生している。
彼の取り組みが当局に知られるようになったのは2008年のことである。アウナ・チャポリ村（森から約1.5 kmの場所）でゾウ115頭が家屋を損壊した後に森へと退避したため、森林局の職員がそのゾウを捜しに現地を訪れたのがきっかけだった。職員たちは、これほど大きくて密度の高い森が存在することに驚き、それ以来、森林局は定期的にこの地を訪れるようになった。
2013年、密猟者が森に滞在していたサイを殺そうとしたが、モライが当局の職員に通報したことでその企ては失敗に終わった。職員たちはすぐに現場に駆けつけ、動物を捕らえるために密猟者が使用していたさまざまな道具を押収した。
モライは、より良い方法でこの森を管理し、州内の他の場所にも同様の取り組みを広げる用意がある。現在の彼の目標は、ブラマプトラ川の別の中州にも森を広げることである。

## 私生活
彼はインド・アッサム州に住む先住民族であるミシング族に属している。彼は妻と3人の子ども（1人の娘と2人の息子）とともに、自らの森の中に建てた家に住んでいた。2012年、ジャダブはコキラムク・ガート近くの「No. 1ミシング村」に家を建て、家族とともにそこに移り住んだ。それ以来、彼らはこの家で生活している。ただし、ジャダブは毎日森へ通い、植物や木々の手入れを続けている。彼は農場で牛やバッファローを飼っており、その牛乳を販売して生計を立てている。これが唯一の収入源である。2012年のインタビューでは、森にいるトラによって約100頭の牛やバッファローを失ったことを明かしているが、野生動物の窮状の根本原因は、森林の大規模な侵害や破壊を行う人間にあると非難している。

## 受賞歴

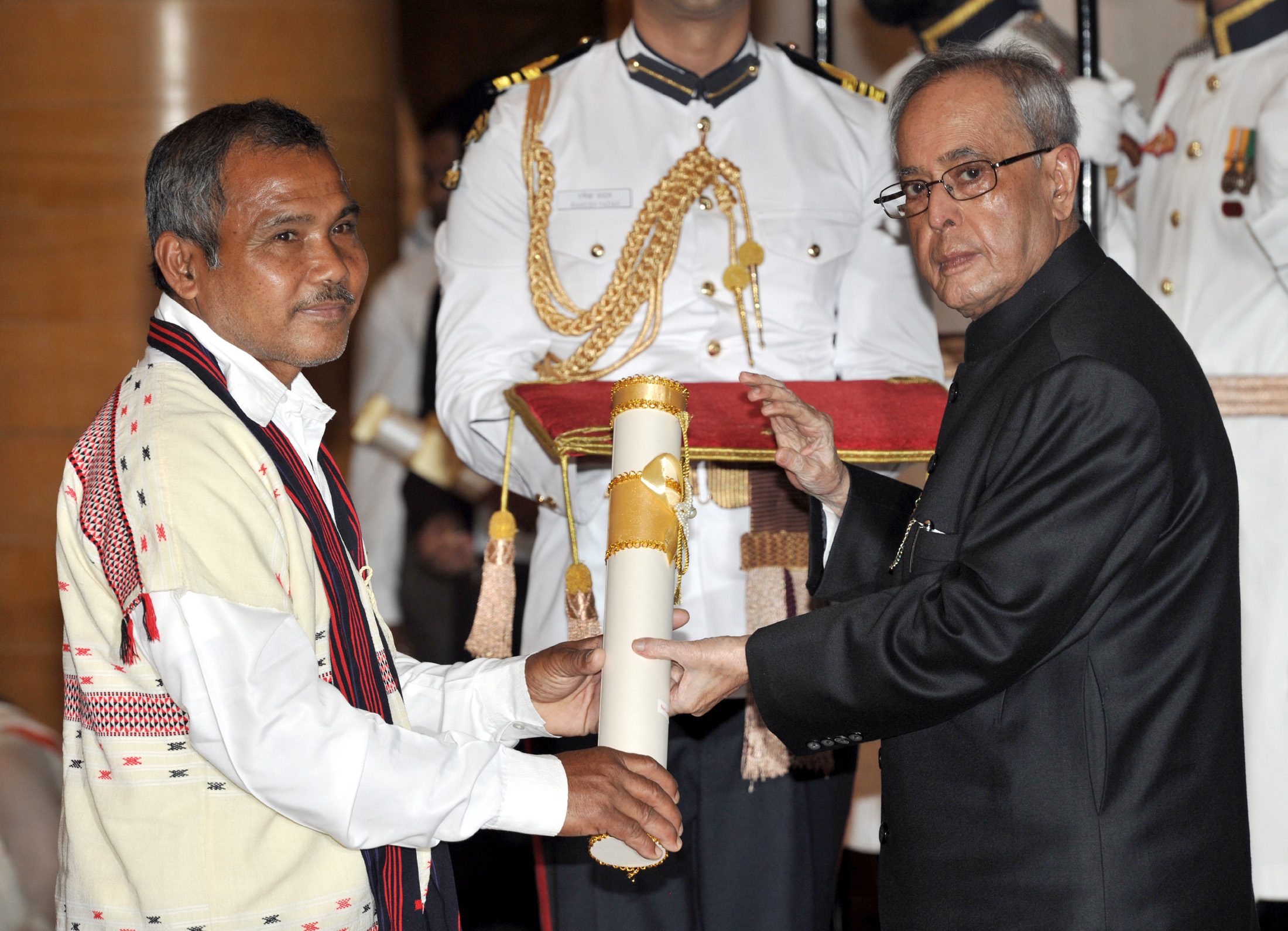
ジャダブ・パイェンがプラナブ・ムカルジー大統領からパドマ・シュリー賞を受け取る様子

ジャダブ・パイェンは、2012年4月22日にジャワハルラール・ネルー大学（JNU）環境科学部が主催した公開式典で、その功績を称えられた。彼は自らの手で森を創り上げた経験について、マグサイサイ賞受賞者ラジェンドラ・シンやJNU副総長スディール・クマール・ソポリーらの出席のもと、対話形式で語った。この場でソポリー副総長は、ジャダブ・パイェンを「インドの森の男」と命名した。2013年10月には、インド森林経営研究所が主催する年次イベント「コアレスセンス」においても表彰された。2015年には、インドで4番目に高い民間人勲章であるパドマ・シュリー賞を受賞。また、アッサム農業大学およびカジランガ大学から名誉博士号を授与されている。
| Ribbon | Decoration | Country | Date | Note                                         | Ref. |
| ------ | ---------- | ------- | ---- | -------------------------------------------- | ---- |
|        | Padma Shri | India   | 2015 | The fourth-highest civilian honour of India. |      |

## 大衆文化において
パイェンは数本のドキュメンタリー作品の題材となっている。彼をモデルにしたフィクション映画が、タミル人監督プラブ・ソロモンによって制作され、ラナ・ダッグバーティを主演に迎え、タミル語・テルグ語・ヒンディー語でそれぞれ『Kaadan』『Aranya』『Haathi Mere Saathi』（2018年映画）として公開された。2012年には、地元の映画制作者ジトゥ・カリータによって制作されたドキュメンタリー『The Molai Forest』が、ジャワハルラール・ネルー大学で上映された。パイェンの家の近くに住むジトゥ・カリータは、このドキュメンタリーを通してパイェンの人生を伝えたことにより、優れた報道として注目され、評価も受けている。
2013年のドキュメンタリー映画『Foresting life』は、インドのドキュメンタリー映画監督アールティ・シュリヴァスタヴァによって制作され、モライの森におけるジャダブ・パイェンの人生と功績を称えている。同年、ウィリアム・ダグラス・マクマスター監督によるドキュメンタリー映画『Forest Man』も、同様にパイェンの活動に焦点を当てている。この映画はKickstarterのキャンペーンで8,327米ドルの支援を受けて完成され、複数の映画祭で上映された。2014年のカンヌ国際映画祭におけるアメリカン・パビリオンの新進映画制作者ショーケースで、最優秀ドキュメンタリー賞を受賞した。
パイェンは、2016年の児童書『Jadav and the Tree-Place』の題材となっている。この本はヴィナヤク・ヴァルマによって執筆およびイラストが描かれた。オープンソースの児童書出版プラットフォーム「StoryWeaver」から出版され、その制作費はオラクル・ギビング・イニシアティブの助成金によって賄われた。『Jadav and the Tree-Place』は39の言語に翻訳され、8つのインドの言語でプラサム・ブックスによって印刷出版された。また、2016年の「Publishing Next Industry Awards」において「Digital Book of the Year」賞を、2019年には「Best of Indian Children's Writing: Contemporary Awards」を受賞している。
パイェンはまた、2019年の児童書『The Boy Who Grew A Forest: The True Story of Jadav Payeng』の題材にもなっている。この本はソフィア・ゴルツによって執筆され、ケイラ・ハレンによってイラストが描かれた。スリーピング・ベア・プレスから出版されたこの本は、クリスタル・カイト賞、ノースランド大学からのシグルド・F・オルソン自然文学賞（SONWA）、およびフロリダ州図書賞を受賞している。ドイツ語およびフランス語に翻訳され、舞台作品としても脚色された。

ヴィナヤク・ヴァルマによる伝記的児童書『Jadav and the Tree-Place』に登場するジャダブ・パイェンのイラストレーション